# Bartolomé de Las Casas
(Celebre critica di Bartolomeo de Las Casas a chi considerava gli indios non-figli di Dio.)
Bartolomé de Las Casas (in alcuni testi italiani tradotto con Bartolomeo; Siviglia, 11 novembre 1474 o 1484 – Madrid, 17 luglio 1566) è stato un vescovo cattolico spagnolo, impegnato nella difesa dei nativi americani.
Viene altresì ricordato per aver inizialmente proposto a Carlo V l'importazione di schiavi neri per sostituire gli indigeni nei "laboriosi inferni delle miniere d'oro delle Antille"; tuttavia, ritrattò in seguito questa posizione, schierandosi al fianco degli africani schiavizzati nelle colonie. Fu anche il primo ecclesiastico a prendere gli ordini sacri nel Nuovo Mondo. I padri Domenicani della Curia Provinciale di Siviglia hanno aperto la causa della sua beatificazione nell'anno 2002, per cui la Chiesa cattolica gli ha assegnato il titolo di Servo di Dio.
Su suo impulso e grazie alla sua attività di denuncia del sistema di sfruttamento degli indios, vennero compilate le "Leggi nuove" ratificate da Carlo V, con cui venivano abolite le encomiendas, strutture organizzative agricole fondate su un sistema schiavistico-feudale, principale causa dello sfruttamento dei nativi.

## Biografia
Nacque a Siviglia probabilmente nel 1484, anche se il 1474 è l'anno indicato tradizionalmente. Alcuni resoconti sostengono che Las Casas discendesse da una famiglia di conversi, ovvero di Ebrei costretti a convertirsi al Cristianesimo. Raggiunte nel 1502 le Indie (l'attuale America centrale) per curare gli interessi coloniali della famiglia, fu testimone delle vicende del quarto viaggio di Cristoforo Colombo, del quale lesse e trascrisse il "Giornale di bordo" relativo ai diversi viaggi da questi compiuti. Dopo essere stato encomendero, la lettura della Bibbia finì per metterlo in contrapposizione ai conquistadores, in difesa degli indios.
Ordinato sacerdote nel 1507, entrò nel 1515 nell'ordine domenicano, che si era già schierato a favore dei diritti degli indigeni (ad esempio con la figura di Antonio Montesinos) e iniziò la sua instancabile battaglia a favore degli indios: condannò senza eccezioni il colonialismo e l'espansionismo degli europei, viaggiò nelle terre americane e attraversò molte volte l'oceano per portare in Spagna le sue proteste.
Nei suoi testi, Las Casas ci presenta una puntuale descrizione delle qualità fisiche, morali e intellettuali degli indios, finalizzata alla difesa dell'umanità degli abitanti del nuovo mondo, contro la tesi della loro irrazionalità e bestialità avanzata da altri suoi contemporanei, soprattutto di cultura umanista. Celebri sono i dettagliati resoconti che egli diede delle vessazioni e delle atrocità compiute dai colonizzatori "cristiani" che agivano contro la lettera e lo spirito delle Leggi di Burgos.
(Da Istoria o Brevissima relatione della distruttione dell'Indie Occidentali conforme al suo vero originale spagnuolo già stampato in Siviglia di Bartolomeo dalle Case, o Casaus tradotta in italiano dall. eccell. sig. Giacomo Castellani già sotto nome di Francesco Bersabita)
giustificati in questo dalle cosiddette Leggi di Burgos (il cui presupposto erano alcune tesi del decretalista medievale Enrico da Susa).
Il suo tentativo di creare una società coloniale pacifica in Cumaná, Venezuela, nel 1520 fallì e la comunità venne massacrata da una rivolta indigena che, secondo alcuni critici, venne incitata dai vicini coloniali.
Nel 1536 si recò in Guatemala insieme ai confratelli Pedro de Angulo e Rodrigo de Ladrada.
In uno dei suoi ritorni in Spagna, Las Casas fu protagonista del grande dibattito del 1550, voluto da Carlo V, che aveva convocato allo scopo la Giunta di Valladolid. Avversario di Las Casas era il rappresentante del pensiero colonialista, l'umanista Juan Ginés de Sepúlveda, che sosteneva che alcuni uomini sono servi per natura, che la guerra mossa contro di loro è conveniente e giusta a causa della gravità morale dei delitti di idolatria, dei peccati contro natura e dei sacrifici umani da loro commessi e che, infine, l'assoggettamento avrebbe favorito la loro conversione alla fede cristiana.
Las Casas si dichiara, invece, a favore di una pacifica conversione e afferma la naturale bontà degli indios ("senza malizia né doppiezza"), dando origine al cosiddetto mito del buon selvaggio: gli stessi sacrifici umani non sono tanto negativi se li si considera "indotti dalla ragione naturale", al punto che i nativi avrebbero peccato se non avessero onorato i loro dei. Il processo e le discussioni durarono ben cinque giorni.
I domenicani non appoggiarono nessuno dei due e il tribunale sembrava propendere per Sepulveda. La disputa si risolse in un nulla di fatto. Tuttavia, sotto la pressione di Las Casas e dell'Ordine Domenicano, qualcosa cominciò a cambiare.
Morì nel 1566.

## Opere

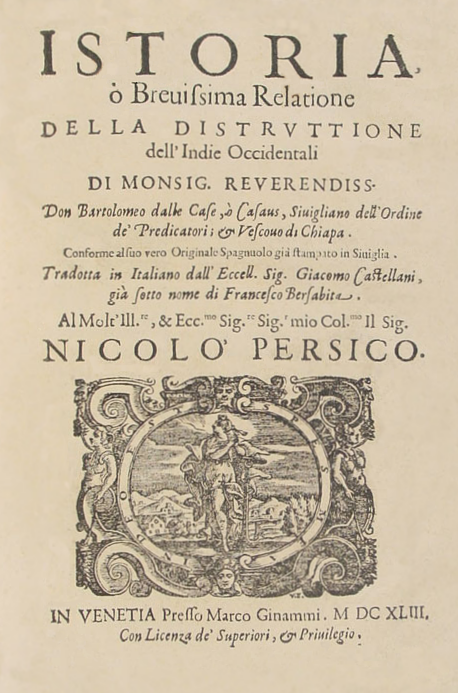
Istoria, ò, Breuissima Relatione della distruttione dell'Indie Occidentali (1643) Bartolomé de las Casas.

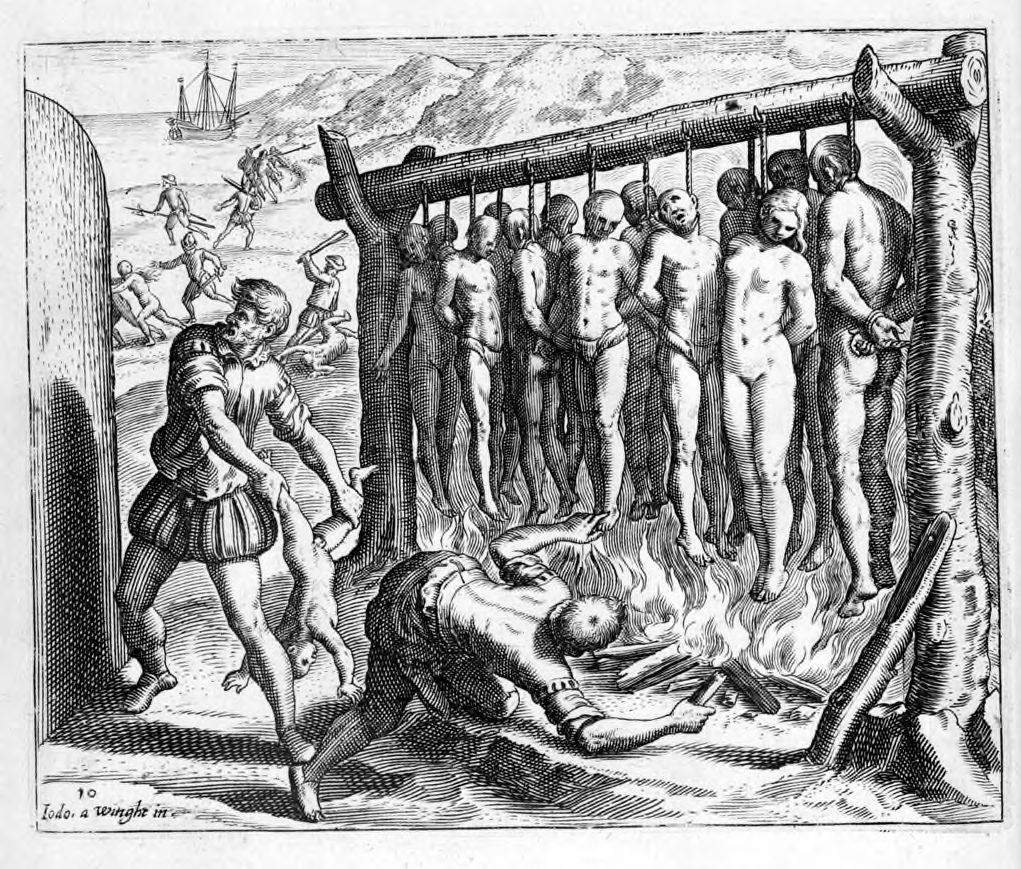
Illustrazione delle atrocità compiute dai conquistadores per la Brevísima relación (Theodor de Bry)

Gli scritti di Las Casas non hanno fini letterari ma documentali e di testimonianza. Anche per questo utilizzano un linguaggio lineare ed efficace non consueto nella prosa spagnola dell'epoca, che ha contribuito alla loro fortuna. L'obiettivo è denunciare le atrocità perpetrate contro gli Inca ed evidenziare le qualità positive di queste popolazioni: l'autore condanna la violenza e la cupidigia, ma non è certamente contrario a diffondere il Cristianesimo. Anzi, proprio dal cristianesimo Las Casas trae quella spinta universalistica e quell'idea dell'uguaglianza di tutti gli uomini che ne animano l'opera e che lo spingeranno a denunciare anche le violenze dei portoghesi in terra d'Africa.
Anche se il sistema dell'encomienda non poté venir totalmente smantellato, in quanto sostenuto dalle classi coloniali spagnole che da esso traevano profitto, gli scritti di Las Casas vennero tradotti e pubblicati in tutta Europa, influenzando ad esempio le opinioni del saggista Montaigne, contribuendo alla riflessione della Spagna su di sé e sulla propria storia, e soprattutto - nei secoli successivi - alla presa di coscienza della propria storia da parte dei popoli sudamericani colonizzati.
La fortuna di Las Casas come scrittore fu scarsissima in campo cattolico ma suscitò grandi entusiasmi tra protestanti e illuministi. In effetti i suoi scritti divennero un formidabile strumento di propaganda che i nemici della Spagna colonialista ebbero da quel momento in poi a disposizione. I resoconti di Las Casas rappresentano naturalmente un elemento cardinale della "leggenda nera" sulle atrocità coloniali spagnole.
- Brevísima relación de la destrucción de las Indias, 1552. Nel 1542 l'imperatore Carlo V chiese al domenicano di redigere una sintesi dei memoriali che aveva presentato sulla situazione degli indios. L'opera venne pubblicata quello stesso anno, con il titolo Brevísima relación de la destrucción de las Indias, ebbe subito grande risonanza ed ebbe una indubbia influenza sulla liberazione per legge degli indios decretata dall'imperatore con le Leyes Nuevas del 1542-45. L'applicazione della nuova legislazione fu tuttavia resa difficile dalla resistenza dei conquistadores, che arrivarono ad uccidere i messi del re che cercavano di farla rispettare. In ogni caso, la condizione degli indigeni nei territori dominati dagli spagnoli risultò diversa da quella dei vicini territori portoghesi, dove la schiavitù rimase pienamente in vigore per moltissimi anni.
- Historia de las Indias, 1553. Las Casas fu autore anche della monumentale Historia de las Indias, a cui lavorò per molti anni, fino al 1561, ma che fu pubblicata (parzialmente) solo nel 1875.
- De thesauris in Peru, 1565.

## Genealogia episcopale
La genealogia episcopale è:
- Cardinale Willem Enckenwoirt
- Vescovo Vescovo Bernardino de Soria, O.F.M.
- Vescovo Diego de Loaysa, C.R.S.A.
- Vescovo Bartolomé de Las Casas, O.P.